# ایستگاه سنگاکوجی
ایستگاه سنگاکوجی (انگلیسی: Sengakuji Station) یک ایستگاه راه‌آهن وابسته به خط اصلی کیکیو و همچنین خط آساکوسا است که در منطقه میناتو، توکیو در ژاپن واقع شده‌است.